# Силвер Клиф (Колорадо)
Силвер Клиф (енгл. Silver Cliff) град је у америчкој савезној држави Колорадо.

## Демографија
По попису из 2010. године број становника је 587, што је 75 (14,6%) становника више него 2000. године.
| Група             | 2000.       | 2010.       |
| Белци             | 482 (94,1%) | 551 (93,9%) |
| Афроамериканци    | 1 (0,2%)    | 2 (0,3%)    |
| Азијати           | 0 (0,0%)    | 2 (0,3%)    |
| Хиспаноамериканци | 10 (2,0%)   | 17 (2,9%)   |
| Укупно            | 512         | 587         |